# Andrij Blizničenko
Andrij Valerijovyč Blizničenko (in ucraino Андрій Валерійович Блізніченко?; Novohrad-Volyns'kyj, 24 luglio 1994) è un calciatore ucraino, centrocampista del Metalurh Zaporižžja.

## Caratteristiche tecniche
È un esterno destro.

## Carriera
È cresciuto nelle giovanili del Metalurh Zaporižžja, nel 2012 è stato acquistato dal Dnipro. Ha esordito in prima squadra il 28 novembre 2013 in occasione del match di UEFA Europa League vinto 4-1 contro il Pandurii.
Nel 2017, dopo la retrocessione del club ucraino in terza divisione, si trasferisce al Karabükspor.

## Palmarès

### Club

#### Competizioni nazionali
- Coppa di Moldavia: 1

Sheriff Tiraspol: 2018-2019
- Campionato moldavo: 2

Sheriff Tiraspol: 2019, 2020-2021